# 斯洛比德卡-拉赫尼夫西卡
48°49′9″N 26°44′57″E / 48.81917°N 26.74917°E
斯洛比德卡-拉赫尼夫西卡（烏克蘭語：Слобідка-Рахнівська），是烏克蘭西部的村莊，隸屬赫梅利尼茨基州的卡緬涅茨-波多利斯基區。該村面積1.76平方公里，海拔高度304米，2001年人口593。